# Đảo ngữ
Trong ngôn ngữ học, đảo ngữ là bất kì kết cấu ngữ pháp nào mà có hai biểu thức hoán đổi trật tự xuất hiện chính chuẩn của chúng, tức là chúng "đảo" với nhau. Có vài kiểu đảo chủ ngữ–động từ trong tiếng Anh; đảo 'vị trí ngữ', đảo 'cầu khiến ngữ', đảo 'hệ từ', và đảo 'trích dẫn ngữ'. Kiểu đảo ngữ hay được dùng nhất trong tiếng Anh là đảo chủ ngữ–trợ động từ trong đó trợ động từ đổi chỗ với chủ ngữ của nó; kiểu đảo này hay xảy ra trong câu hỏi, như Are you coming?, ở đây chủ ngữ you được đổi chỗ với trợ động từ are. Trong nhiều ngôn ngữ khác, đặc biệt nhất là những ngôn ngữ có trật tự từ tự do hơn tiếng Anh, thì phép đảo ngữ có thể diễn ra với đủ loại động từ khác nhau (chứ không chỉ mỗi trợ động từ) cũng như với các phạm trù cú pháp khác nữa.
Khi sử dụng phép 'phân tích dựa trên thành tố' mà có phân tầng, đảo ngữ thường hay dẫn đến kết quả là sự mất tính tiếp nối của thành tố trong cây cú pháp, nhưng nếu dùng phép 'phân tích dựa trên thành tố' mà có ít phân tầng hơn thì sẽ không thành vấn đề như vậy. Về mặt này thì phép đảo ngữ dẫn đến hệ quả tương tự như hệ quả của phép chuyển dịch.

## Trong tiếng Anh
Về mặt khái quát thì người ta có thể khu biệt ra hai kiểu đảo ngữ chủ yếu trong tiếng Anh mà có bao hàm động từ: đảo chủ ngữ–trợ động từ và đảo chủ ngữ–động từ. Sự khác nhau giữa hai kiểu này nằm ở bản chất của động từ có liên can: là trợ động từ hay là thực động từ.

### Đảo chủ ngữ–trợ động từ
Kiểu đảo ngữ hay xảy ra nhất trong tiếng Anh là đảo chủ ngữ–trợ động từ. Chủ ngữ và trợ động từ đảo (đổi chỗ) với nhau.
a. Fred will stay.
b. Will Fred stay? - Đảo chủ ngữ–trợ động từ với câu hỏi yes/no
a. Larry has done it.
b. What has Larry done? - Đảo chủ ngữ–trợ động từ với câu hỏi thành tố
a. Fred has helped at no point.
b. At no point has Fred helped. - Đảo chủ ngữ–trợ động từ với 'biểu thức được đặt ra trước' có chứa phép phủ định (đảo phủ định ngữ)
a. If we were to surrender, ...
b. Were we to surrender, ... - Đảo chủ ngữ–trợ động từ trong tiểu cú điều kiện
Trật tự mặc định trong tiếng Anh là chủ–vị (hay chủ ngữ–động từ), nhưng một số khác biệt có liên quan đến ngữ nghĩa (như các ví dụ phía trên) thì thúc đẩy 'chủ ngữ' và 'trợ động từ' đảo nhau để cho 'động từ hạn định' đi trước chủ ngữ; cuối cùng trở thành trật tự trợ động từ–chủ ngữ.
Kiểu đảo ngữ này không thể làm được nếu 'động từ hạn định' không phải là trợ động từ:
a. Fred stayed.
b. *Stayed Fred? - Đảo ngữ bất khả thi ở đây bởi vì động từ trong này không phải là trợ động từ
(Ký hiệu hoa thị * đây được dùng trong ngôn ngữ học để biểu thị rằng ví dụ này không thể chấp nhận được về mặt ngữ pháp.)

### Đảo chủ ngữ–động từ
Trong các ngôn ngữ như tiếng Ý, tiếng Tây Ban Nha, tiếng Phần Lan, v.v. phép đảo chủ ngữ-động từ thường được thấy với nhiều loại động từ khác nhau và không yêu cầu thành phần nào ở đầu câu. Xem ví dụ tiếng Ý sau đây:
è
is
arrivato
arrived
Giovanni.
Giovanni
'Giovanni đã đến'
Mặt khác trong tiếng Anh, phép đảo chủ ngữ-động từ thì thông thường hay mang hình thức 'đảo vị trí ngữ'. Ví dụ quen thuộc của phép đảo chủ ngữ-động từ trong tiếng Anh là kết cấu giới thiệu there.
There's a shark.
Tiếng Anh (đặc biệt nhất là văn viết) cũng có một kết cấu đảo ngữ có bao hàm 'biểu thức vị trí' khác với there (là "in a little white house" trong ví dụ sau):
In a little white house lived two rabbits.
Trái với phép đảo ngữ chủ ngữ-trợ động từ, cái động từ trong trường hợp của phép đảo chủ ngữ-động từ trong tiếng Anh thì không bắt buộc phải là trợ động từ; đúng ra thì nó là 'thực động từ' hay dạng của hệ từ be. Nếu trong câu có trợ động từ thì chủ ngữ được đặt đằng sau trợ động từ và động từ chính. Ví dụ:
a. A unicorn will come into the room.
b. Into the room will come a unicorn.
Vì kiểu đảo ngữ này thông thường đặt trọng tâm lên chủ ngữ, nên khả năng cao chủ ngữ là 'thực danh từ' hay 'ngữ đoạn danh từ' hơn là đại từ. Cực kì ít khả năng là đại từ nhân xưng ngôi thứ ba tồn tại làm chủ ngữ trong kết cấu này:
a. Down the stairs came the dog. - Chủ ngữ danh từ
b. ? Down the stairs came it. - Đại từ nhân xưng ngôi thứ ba làm chủ ngữ; ít khả năng, trừ phi it có tác dụng biểu nghĩa đặc biệt và được nhấn âm
c. Down the stairs came I. - Đại từ nhân xưng ngôi thứ nhất làm chủ ngữ; có khả năng hơn, có điều I vẫn cần có nhấn âm thì mới được

## Trong các ngôn ngữ khác
Ở các ngôn ngữ nhất định, như các ngôn ngữ German và các ngôn ngữ Roman khác, thì có phép đảo ngữ đại khái là tương tự với tiếng Anh, tỉ như trong cấu tạo câu hỏi vậy. Sự giới hạn phép đảo ngữ vào trợ động từ thì thông thường lại không áp dụng cho những ngôn ngữ đấy; chủ ngữ có thể đảo với bất kì kiểu động từ nào, nhưng ở những ngôn ngữ đặc thù thì có quy tắc và giới hạn riêng của chúng.
Ví dụ, trong tiếng Pháp, tu aimes le chocolat là câu trần thuật có nghĩa là "Cậu thích cái sô-cô-la đó". Khi trật tự của chủ ngữ tu (ngôi thứ hai) và động từ aimes ("thích") được hoán đổi, thì sẽ tạo ra câu hỏi: aimes-tu le chocolat? ("Cậu có thích cái sô-cô-la đó không?"). Tương tự trong tiếng Đức, du magst có nghĩa là "Cậu thích", còn magst du có thể có nghĩa là "Cậu thích không?".
Trong các ngôn ngữ có trật tự từ V2, chẳng hạn như tiếng Đức, phép đảo ngữ có thể xảy ra như là hệ quả của yêu cầu rằng động từ phải xuất hiện làm thành tố thứ hai trong câu trần thuật. Do đó, nếu một thành phần khác (như ngữ đoạn trạng từ hoặc tiểu cú) làm thành tố mở đầu cho câu, thì động từ phải nằm kế tiếp, rồi theo sau động từ đấy là chủ ngữ: Ein Jahr nach dem Autounfall sieht er wirklich gut aus, dịch từng từ bằng tiếng Anh thì là "A year after the car accident, looks he really good" (bình thường trong tiếng Anh phải ghi là "he looks really good"). Điều y như vậy cũng xảy ra trong một số ngôn ngữ Tây German khác, như trong tiếng Hà Lan: Een jaar na het auto-ongeval ziet hij er werkelijk goed uit. (Trong những ngôn ngữ như thế, phép đảo ngữ có thể có chức năng như phép thử thành tố cú pháp vì chỉ đúng một thành tố là có thể dời ra trước động từ).
Trong các ngôn ngữ có trật tự từ tự do, phép đảo chủ ngữ và động từ hoặc các thành phần khác của tiểu cú có thể xảy ra một cách tự do hơn, thường hay là vì lý do thực dụng hơn là vì tuân theo kết cấu ngữ pháp nhất định nào đó.

### Đảo vị trí ngữ
Đảo vị trí ngữ là hiện tượng ngôn ngữ học thông dụng đã được các nhà ngôn ngữ học ở các nền lý thuyết khác nhau nghiên cứu.
Trong nhiều ngôn ngữ Bantu, chẳng hạn như tiếng Chewa, tham tố vị trí ngữ và tham tố chủ ngữ của những động từ nhất định thì có thể đảo với nhau mà không thay đổi vai ngữ nghĩa của các tham tố đó, giống như các ví dụ đảo chủ ngữ-động từ của tiếng Anh ở phía trên. Dưới dây là ví dụ bằng tiếng Zulu, trong đó chữ số biểu thị 'lớp danh từ', SBJ biểu thị 'tiền tố phù ứng chủ ngữ', APPL biểu thị 'hậu tố ứng dụng', FV biểu thị 'nguyên âm cuối' trong hình thái học động từ tiếng Bantu, và LOC là 'chu tố vị trí' cho sung ngữ.
- Trật tự từ chính chuẩn:

A-bantwana
2-2.trẻ_con
ba-fund-el-a
2.SBJ-học-APPL-FV
e-sikole-ni.
LOC:7-7.trường_học-LOC
'Bọn trẻ học tại trường.'
- Đảo vị trí ngữ

I-sikole
7-7.trường_học
si-fund-el-a
7.SBJ-học-APPL-FV
a-bantwana.
2-2.trẻ_con
'Bọn trẻ học tại trường.' (dịch từng từ: 'Trường học bọn trẻ')
Trong ví dụ 'đảo vị trí ngữ' đây, isikole ("trường học") đóng vai trò làm chủ ngữ của câu nhưng về ngữ nghĩa thì vẫn là tham tố vị trí chứ không phải là tác thể/chủ thể gì cả. Hơn nữa, ta có thể thấy rằng sự phù ứng chủ ngữ-động từ cũng thể hiện được ở đây luôn, càng biểu thị thêm rằng nó là chủ ngữ của câu.
Điều này tương phản với ví dụ đảo vị trí ngữ trong tiếng Anh, ở đây chủ ngữ của câu khống chế sự phù ứng chủ ngữ-động từ, ngầm định rằng nó cũng là chủ ngữ bị "lệch vị trí":
1. Down the hill rolls the car.
2. Down the hill roll the cars.

Trong cả hai ví dụ tiếng Anh này, động từ roll đều phù ứng số lượng với car, ngầm định rằng cái sau vẫn là chủ ngữ của câu, mặc dù đang nằm ở vị trí không chính chuẩn. Tuy nhiên, trong ví dụ đảo vị trí ngữ của tiếng Zulu thì danh từ isikole ("trường học") mới là thứ khống chế sự phù ứng chủ ngữ-động từ ở đây, mặc dù không phải là chủ thể của câu.
Phép đảo vị trí ngữ cũng được người ta quan sát thấy trong Quan thoại. Xem các câu sau:
- Trật tự từ chính chuẩn:

崗哨
Gǎngshào
Trạm gác
站
zhàn
đứng
在
zài
tại
門口
ménkǒu.
cửa
'Trạm gác đứng tại cửa'
- Đảo vị trí ngữ

門口
Ménkǒu
Cửa
站著
zhàn-zhe
đứng-DUR
崗哨
gǎngshào.
trạm gác
'Tại cửa có trạm gác đang đứng'
(tiếng Anh: 'At the door stands a sentry')
Trong trật tự từ chính chuẩn, chủ ngữ gǎngshào ("Trạm gác") xuất hiện đằng trước động từ còn biểu thức vị trí ménkǒu ("cửa") xuất hiện đằng sau động từ. Trong phép đảo vị trí ngữ, hai biểu thức đấy đổi thứ tự xuất hiện: biểu thức vị trí mới là thứ xuất hiện đằng trước động từ còn chủ ngữ thì lại xuất hiện ở vị trí đằng sau động từ. Trong tiếng Trung, như trong nhiều ngôn ngữ khác, trật tự từ ngược thế này là mang 'chức năng giới thiệu', tức là nó được dùng để giới thiệu thực thể mới vào trong diễn ngôn.

## Phân tích lý thuyết
Phép đảo ngữ cú pháp đã luôn đóng vai trò quan trọng trong lịch sử lý thuyết ngôn ngữ học bởi vì cái cách nó tương tác tới với cấu tạo câu hỏi, với kết cấu chủ đề và với kết cấu tiêu điểm. Phân tích riêng về phép đảo ngữ thôi cũng có thể có kết quả biến thiên rất nhiều tùy vào lý thuyết cú pháp mà người ta bám vào. Một kiểu phân tích nổi bật đó là dựa theo phép di chuyển trong ngữ pháp cấu trúc ngữ đoạn 'biến cải'. Vì ngữ pháp đó có khuynh hướng giả định 'cấu trúc phân tầng' trong đó thừa nhận có thành tố 'ngữ đoạn động từ hạn định', nên nó cần phép di chuyển để khắc phục tình trạng thành tố bị mất tính tiếp nối. Ngược lại trong ngữ pháp phụ thuộc, cấu trúc câu thì ít được phân tầng hơn (một phần bởi vì thiếu vắng thành tố ngữ đoạn động từ hạn định), thành ra nếu là 'phép đảo ngữ đơn giản' thì không bị dính phải việc bị mất tính tiếp nối; phần phụ thuộc đơn thuần xuất hiện ở phía biên kia phần trung tâm của nó mà thôi. Hai phép phân tích đối nghịch nhau này được minh họa bằng các cây như sau:
Hai cây bên trái ở đây minh họa 'phép phân tích di chuyển' cho 'phép đảo chủ ngữ-trợ động từ' bằng lý thuyết dựa trên thành tố; sử dụng dạng thức trình bày theo phong cách 'cấu trúc ngữ đoạn nguyên trần', trong đó các từ ngữ được dùng làm nhãn cho các nút trong cây. Ta trông thấy rằng động từ hạn định will được di chuyển ra khỏi vị trí gốc rồi đi vào vị trí phái sinh ở phía đằng trước tiểu cú. Còn các cây ở bên phải thì cho thấy phép phân tích dựa trên phụ thuộc khác hẳn. Với tính chất "phẳng" hơn và thiếu đi thành tố ngữ đoạn động từ hạn định, cấu trúc đây không yêu cầu đến phép phân tích dựa theo phép di chuyển mà chỉ yêu cầu phần phụ thuộc Fred đơn thuần là xuất hiện ở phía bên kia của phần trung tâm Will mà thôi.
Còn sang phép 'phân tích ngữ dụng' cho phép đảo ngữ thì nhìn chung nó nhấn mạnh tình trạng thông tin của hai ngữ đoạn có vị trí phi chính chuẩn ở đây – tức là về việc các ngữ đoạn đảo nhau đấy cấu thành nên quan hệ thông tin cũ - thông tin mới đến mức độ như thế nào. Ví dụ, Birner (1996) đã đúc kết từ 'nghiên cứu ngữ liệu' về 'các phép đảo ngữ xảy ra tự nhiên' để cho thấy rằng 'thành tố tiền trí đầu' phải ít nhất có tính quen thuộc bên trong diễn ngôn (theo ý của Prince 1992) giống như 'thành tố hậu trí cuối', rồi theo đó mà đề xuất rằng phép đảo ngữ đóng vai trò giúp người nói duy trì trình tự "cũ trước mới sau" của thông tin trong câu. Trong tác phẩm sau này, Birner (2018) biện luận rằng 'phép bị động hóa' và phép đảo ngữ đều là biến thể hay dị thể của chỉ một kết cấu nghịch đảo tham tố, và theo đó trong trường hợp đã cho thì đóng vai trò hoặc làm biến thể của kết cấu tiền trí tổng quát hơn hoặc làm biến thể của kết cấu hậu trí tổng quát hơn.
Chức năng nổi trội của kết cấu câu đảo ngữ (bao gồm phép đảo vị trí ngữ) đó là để giới thiệu: kết cấu đấy thường được dùng để giới thiệu vật quy chiếu mới vào diễn ngôn hoặc để giới thiệu một sự kiện mà theo đó liên can đến vật quy chiếu có tính mới trong diễn ngôn. Thực thể được giới thiệu đấy theo đó sẽ đóng vai trò làm chủ đề của diễn ngôn theo sau. Xem xét ví dụ tiếng Trung văn nói sau đây:
正好
Zhènghǎo
Đúng ngay
頭裡
tóuli
trước mặt
過來
guò-lai
đi sang đây
一
yí
một-CL
老頭兒，
lǎotóur,
ông già
'Đúng ngay trước mặt đi sang đây là một ông già.'

(tiếng Anh: 'Right then came over an old man.')
這
zhè
này
老頭兒，
lǎotóur,
ông già
他
tā
3S
站著
zhàn-zhe
đúng-DUR
還
hái
vẫn
不
bù
không
動活
dònghuó
cử động
'ông già này, ông ấy đang đứng mà không cử động.'

(tiếng Anh: 'this old man, he was standing without moving.')
Thành tố yí lǎotóur ("một ông già") ở đây được giới thiệu lần đầu tiên vào trong diễn ngôn ở vị trí sau động từ. Một khi nó đã được giới thiệu bằng cấu trúc đảo ngữ giới thiệu rồi, nó có thể được ngầm định bằng đại từ chỉ xuất cận tính zhè ('này') và rồi bằng đại từ nhân xưng tā – biểu thị vật quy chiếu khả cập: là vật quy chiếu đã hiện diện trong ý thức của người nói.